# Herb Hanoweru
Herb Hanoweru przedstawia białą bramę miejską z dwoma wieżami, na której stoi lew. Pod bramą znajduje się mniejsza tarcza, na której na żółtym tle znajduje się zielony kwiat. Całość jest na czerwonym tle.
Rodowód herbu sięga XIII wieku, obecny kształt nadano mu w latach 20. XX wieku. Lew nawiązuje do dynastii Welfów, a otwarta brama symbolizuje handel. Kolorystyka nawiązuje do dawnych oficjalnych barw miasta.